# Mùa xuân Bắc Kinh
Mùa xuân Bắc Kinh (tiếng Trung: 北京之春; bính âm: Běijīng zhī chūn) là một thuật ngữ đề cập đến một giai đoạn ngắn tự do hóa chính trị trong thời kỳ "Chuyển loạn thành chính" ở Cộng hòa Nhân Dân Trung Hoa. Nó được bắt đầu với phong trào Bức tường Dân chủ ở Bắc Kinh diễn ra vào năm 1978 và 1979, ngay sau khi kết thúc Cách mạng Văn hóa Trung Quốc. Cái tên này được bắt nguồn từ "Mùa xuân Praha", một sự kiện tương tự đã xảy ra ở Tiệp Khắc vào năm 1968.

## Lịch sử
Trong giai đoạn Mùa xuân Bắc Kinh, công chúng nói chung được phép tự do chỉ trích chính phủ nhiều hơn so với những gì người dân Trung Quốc đã chịu trước đó dưới thời chính phủ Cộng hòa Nhân Dân Trung Hoa. Hầu hết những lời chỉ trích này đều nhắm vào Cách mạng Văn Hóa và hành vi của chính phủ trong thời gian đó. Phong trào Bức tường Dân chủ bấy giờ, một phong trào dân chủ của Trung Quốc đã được công khai.

### Thập niên 1990
Cụm từ "Mùa xuân Bắc Kinh" cũng được sử dụng lại trong giai đoạn từ tháng 9 đến giữa tháng 11 năm 1998. Trong giai đoạn được gọi là "Mùa xuân Bắc Kinh mới" này, chính quyền Trung Quốc đã nới lỏng một số kiểm soát đối với các tổ chức và hành vi chính trị. Việc chuyển giao Hồng Kông đã diễn ra tương đối dễ dàng từ Vương quốc Anh sang Trung Quốc và cái chết của Đặng Tiểu Bình vào đầu năm 1997 là tiền thân của giai đoạn tự do ngắn ngủi này.
Chính trong giai đoạn "Mùa xuân Bắc Kinh" lần thứ hai, Đảng Dân chủ Trung Quốc đã được thành lập và đăng ký hợp pháp bởi một số chính quyền địa phương. Nhà bất đồng chính kiến Ngụy Kinh Sinh của phong trào Bức tường Dân chủ đã được thả tự do nhưng bị lưu đày ở Thiên Tân. Trong lúc này, Trung Quốc cũng đã ký Công ước Quốc tế về các Quyền Dân sự và Chính trị. Tổng thống Hoa Kỳ Bill Clinton và Ủy viên Nhân quyền Liên Hợp Quốc Mary Robinson đã đến thăm Trung Quốc vào thời điểm này. Đến cuối năm 1998, chính phủ lại đàn áp những người bất đồng chính kiến và những người tham gia Đảng Dân chủ Trung Quốc đối lập non trẻ.